# بانا هيما تايلور
بانا هيما تايلور (مواليد 1989) هو ممثل نيوزيلندي، أشتهر بدور ناصير في مسلسل سبارتاكوس: الانتقام.

## وصلات خارجية
- بانا هيما تايلور على موقع IMDb (الإنجليزية)
- بانا هيما تايلور على موقع ألو سيني (الفرنسية)
- بانا هيما تايلور على موقع قاعدة بيانات الأفلام السويدية (السويدية)
- بانا هيما تايلور على موقع قاعدة بيانات الفيلم (الإنجليزية)
- بانا هيما تايلور على موقع كينوبويسك (الروسية)